# Mulifanua
Mulifanua è un villaggio samoano situato sulla costa nord-occidentale dell'isola di Upolu, capoluogo del distretto di Aiga-i-le-Tai. Esso dà sullo stretto di Apolima e la sua posizione è sfruttata per l'attraversamento dello stretto per approdare sull'isola di Savai'i.

## Infrastrutture e trasporti

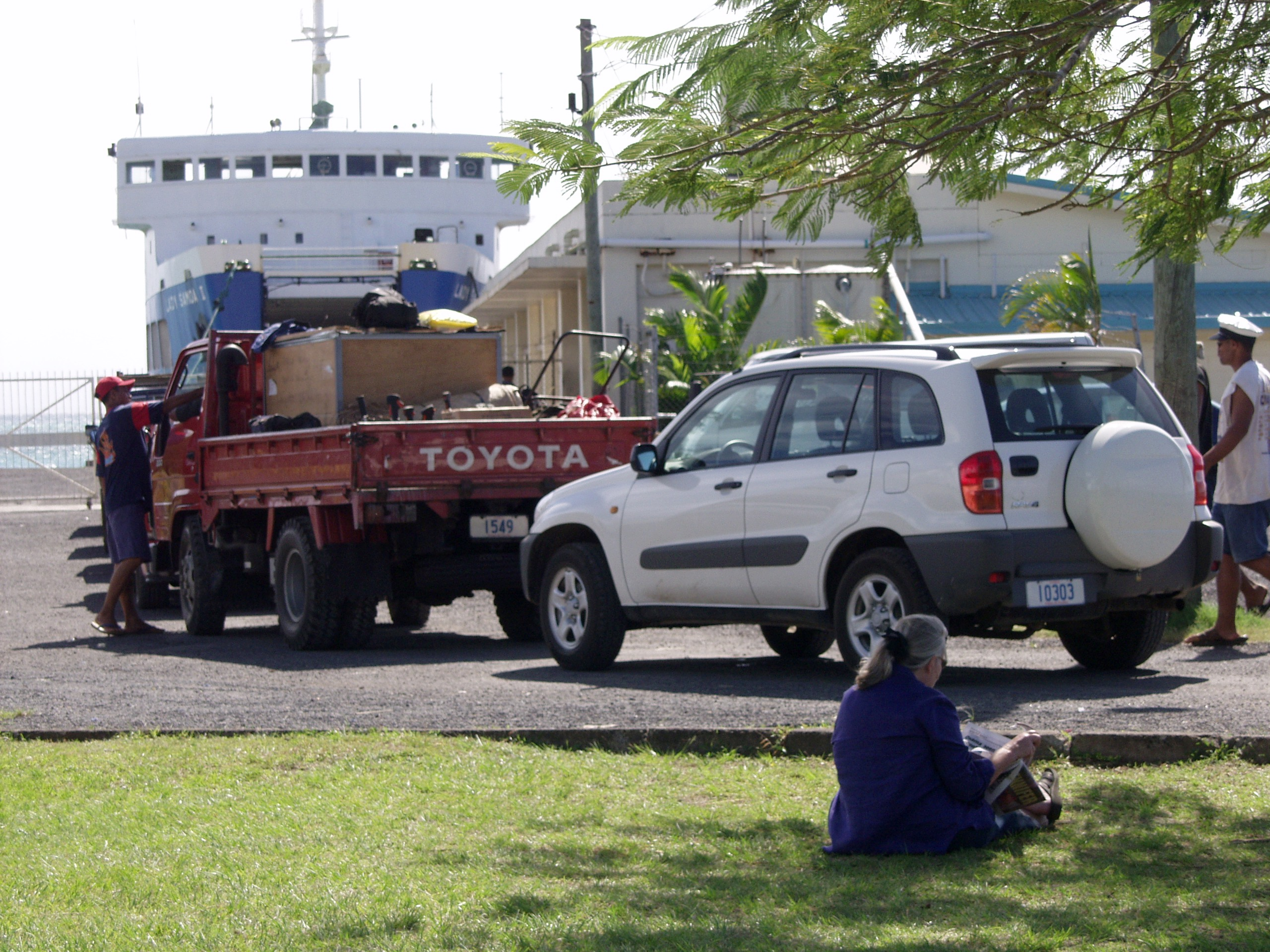
La banchina di Mulinafua.

Mulifanua è dotata di una banchina dalla quale partono i traghetti per il villaggio di Salelologa, sull'isola di Savai'i: i traghetti partono ogni due ore tutti i giorni e le tratte sono operate dalla Samoa Shipping Corporation. Il tragitto ha una durata di circa 90 minuti. Per giungere al porto si utilizzano taxi ed autobus. Nel villaggio sono presenti anche società di autonoleggio.
Il villaggio è situato a cinque minuti dall'aeroporto Internazionale di Faleolo, il maggior scalo aeroportuale dell'intero Stato oceanico, dal quale si può raggiungere Savai'i grazie alle compagnie Polynesian Airlines e Samoa Air.

## Archeologia
Nel 1973 degli archeologi scoprirono un sito Lapita con 4 288 pezzi di ceramica e due tipi di asce Lapita, la cui età, secondo gli esperimenti al C-14 su una conchiglia, è di 3 000 anni. È inoltre l'unico sito nel quale è stata trovata ceramica decorata, differentemente da altri in cui si trovò della ceramica semplice. Queste scoperte avvennero durante i lavori per l'espansione dell'attracco di Mulifanua..

## Giochi del Pacifico 2007
L'Aggie Grey's Resort and Spa di Mulinafua e Faleolo fu sede degli eventi di vela e va'a ai Giochi del Pacifico del 2007.